# سیارک ۴۶۵۹۶
سیارک ۴۶۵۹۶ (به انگلیسی: 46596 Tobata، نامگذاری:1993BD) چهل و شش هزار و پانصد و نود و ششمین سیارک کشف شده‌است که در ۱۶ ژانویه ۱۹۹۳ کشف شد.